# Gnypeta ashei
Gnypeta ashei es una especie de escarabajo del género Gnypeta, tribu Oxypodini, familia Staphylinidae. Fue descrita científicamente por Klimaszewski en 2008.
Se distribuye por América del Norte: Canadá y los Estados Unidos. La especie se mantiene activa durante los meses de enero, julio y agosto.